# چوبایتال
چوبایتال (به لاتین: Chubaytal) یک منطقهٔ مسکونی در روسیه است که در باشقیرستان واقع شده‌است.